# Tưởng Mộng Tiệp
Tưởng Mộng Tiệp (sinh ngày 7 tháng 12 năm 1989) là một nữ diễn viên Trung Quốc từng đoạt giải Bách hợp năm 2012. Ngoài vai trò là diễn viên, Tưởng Mộng Tiệp cũng tham gia vào lĩnh vực thiết kế, kinh doanh thời trang. Cô sáng lập thương hiệu thời trang Mlle be Comely vào năm 2013, ReVe Jiang vào 2017.

## Phim

### Phim truyền hình
| Năm  | Tên tiếng Trung      | Hán-Việt                                   | Vai                  | Diễn viên                                   | Đạo diễn                 | Chú thích      |
| ---- | -------------------- | ------------------------------------------ | -------------------- | ------------------------------------------- | ------------------------ | -------------- |
| 2010 | 新红楼梦             | Tân Hồng Lâu Mộng                          | Lâm Đại Ngọc         | Dương Dương, Bạch Băng, Lý Thấm, Dương Mịch | Lý Thiếu Hồng            |                |
| 2011 | 青春旋律             | Giai điệu tuổi trẻ                         | Bộc Hiểu Đường       | Cổ Cự Cơ, Mã Tô                             | Tang Hoa                 |                |
| 2011 | 被遗弃的秘密         | Bị di khí đích bí mật                      | Lục Lục và Hương Nhi | Can Đình Đình, Hà Thịnh Minh                | Viên Anh Minh            |                |
| 2012 | 刺青海娘             | Thích Thanh Hải Nương                      | Trầm Hương           | Vương Tử Văn,Hạ Cương ,Hứa Thiệu Dương      | Chu Gia Văn              |                |
| 2012 | 极品男女日记         | Cực phẩm nam nữ nhật ký                    | Diệp Tiểu Nhiên      | Viên Lợi, Triệu Lệ Dĩnh, Mạnh Chân          | Lâm Tử                   |                |
| 2013 | 王者清风             | Vương giả thanh phong                      | Tống Điền Điền       | Hà Thịnh Minh, Cao Dương                    | Hà Chú Bồi               |                |
| 2013 | 生死相依             | Sinh tử tương y                            | Lương Tổ Tố          | Lý Tông Hàn, Trần Mẫn Hiên, Triệu Việt      | Chu Gia Văn              |                |
| 2013 | 一克拉梦想           | Nhất khắc lạp mộng tưởng                   | Lưu Mỹ Lệ            | Diêu Nguyên Hạo, Trì Soái, Hám Thanh Tử     | Hoàng Tổ Quyền           |                |
| 2014 | 翻身姐妹1            | Phiên Thân Tả Muội 1                       | Tiền Ngao Ngao       | Huyền Tử, Mộc Dịch Sam, Ôn Siêu             | Thái Thông               |                |
| 2014 | 说好的幸福           | Thuyết hảo đích hạnh phúc                  | Dương Hân Nhiên      | Diệp Tổ Tân, Chu Giai Dục                   | Mã Hãn Bân               | Chưa phát sóng |
| 2015 | 聊斋新编             | Liêu trai 4                                | Tiểu Mạn             | Hồ Vũ Uy, Diệp Toàn Chân                    | Hoàng Tổ Quyền           | Phần Hoa Cô Tử |
| 2015 | 绝命追踪             | Tuyệt Mệnh Truy Tung                       | Úc Tử                | Trương Bác, Kim Già                         | Đàm Tiếu, Kha Chính Minh |                |
| 2015 | 翻身姐妹2            | Phiên Thân Tả Muội 2                       | Tiền Ngao Ngao       | Huyền Tử, Mộc Dịch Sam                      | Thái Thông               |                |
| 2016 | 28歲未成年           | 28 tuổi vị thành niên                      | Lương Hạ             | Khương Triều                                | Hàn Thiên                |                |
| 2017 | 云巅之上             | Vân điên chi thượng                        | Quý Tình             |                                             | Lý Huệ Châu              |                |
| 2017 | 风光大嫁             | Phong quang đại giá                        | Ninh Hạ              | Dennis Joseph O'neil                        | Chu Gia Văn              |                |
| 2020 | 我在北京等你         | Anh đợi em ở Bắc Kinh                      | Giả Tiểu Đóa         |                                             | Hứa Triệu Nhậm           |                |
| 2020 | 你成功引起我的注意了 | Chị đã thành công thu hút sự chú ý của tôi | Lệnh Tầm Tầm         | Lưu Đặc                                     | Lục Miêu                 |                |
| 2021 | 骊歌行               | Ly Ca Hành                                 | Tôn Linh Thục        |                                             | Vương Hiểu Minh          |                |
|      | 我们的秘密           | Bí mật của chúng tôi                       | Hứa Tâm Nhi          | Hàn Đống, Diệp Tổ Tân, Cận Đông             | Lâm Thiêm Nhất           | Quay năm 2015  |
|      | 大泼猴               | Đại bát hầu                                | Dương Thiền          | Lâm Phong                                   | Hoàng Tuấn Văn           | Quay năm 2017  |

### Phim điện ảnh
| Năm  | Tên                            | Vai            | Chú thích |
| ---- | ------------------------------ | -------------- | --------- |
| 2011 | Bách niên tình thư             | Trần Ý Ánh     |           |
| 2012 | Ẩm thực nam nữ 2               | Đường Tiểu Lan |           |
| 2013 | Công phu hiệp                  | Lưu Tiệp       |           |
| 2013 | Lai lịch bất minh              | Thư Ức Nam     |           |
| 2013 | Nhất lộ thuận phong            | Hộ Sĩ Tiểu Lan |           |
| 2014 | Vợ giả hoàn hảo                | Văn Lệ         |           |
| 2014 | Tiểu hà thân quá ngã đích kiểm | Thải Phượng    |           |
| 2016 | Lạc giữa Thái Bình Dương       | Nhậm Hạnh      |           |
| 2016 | Thần kiếm                      | Mary           |           |
| 2017 | Xuân Kiều cứu Chí Minh         | Flora          |           |
| 2017 | Cuộc gọi bạc tỷ                | Từ Tiểu Thố    |           |
| 2021 | Cẩu quả đinh lý                | Hòa Địch       |           |

### Micro-film
| Năm  | Tên              | Vai     |
| ---- | ---------------- | ------- |
| 2013 | Nhân duy hữu nhĩ | Duy Duy |

### Vũ Đài Kịch
| Năm                  | Tên                                  | Vai          |
| -------------------- | ------------------------------------ | ------------ |
| Tháng 10/2009        | Kịch Ba Lê Dưới Nước "Hồng Lâu Mộng" | Lâm Đại Ngọc |
| 2011                 | Bố Đại hòa thượng                    | Oiran        |
| 24 tháng 12 năm 2011 | Dụ diễn 2012                         | Nhà báo mạng |

## Đóng MV
| Năm  | Tên                                | Ca sĩ      | Ghi chú |
| ---- | ---------------------------------- | ---------- | ------- |
| 2010 | Promise Me a Dream of Red Mansions | Lâm Thân   |         |
| 2013 | Without you, I cried as a laugh    | Trần Tường | [ 3 ]   |

## Giải thưởng
| Năm  | Lễ trao giải                                 | Tác phẩm           | Vai          | Đề cử                                              |
| ---- | -------------------------------------------- | ------------------ | ------------ | -------------------------------------------------- |
| 2009 | 2009BQ Red List                              |                    |              | Nghệ sĩ mới xuất sắc nhất (Thắng)                  |
| 2010 | Liên hoan Phim Truyền Hìhh Quốc gia          | Tân Hồng Lâu Mộng  | Lâm Đại Ngọc | Nghệ sĩ mới xuất sắc nhất (Thắng)                  |
| 2011 | Liên hoan Thời Trang Boutique 2010           |                    |              | Ngôi sao xinh đẹp của năm (Thắng)                  |
| 2011 | Giải thưởng Điện ảnh Trung Quốc lần thứ 12   | Bách niên tình thư | Trần Ý Ánh   | Giải Bách Hợp - Nữ diễn viên xuất sắc nhất (Thắng) |
| 2011 | Liên hoan Phim quốc tế Thượng Hải lần thứ 14 |                    |              | Nữ diễn xuất sắc do truyền thông bình chọn (Đề cử) |
| 2011 | Liên hoan Phim Quốc tế Seoul lần thứ 6       | Tân Hồng Lâu Mộng  | Lâm Đại Ngọc | Nữ diễn viên xuất sắc nhất (Đề cử)                 |
| 2011 | Giải Thủy Lệ                                 |                    |              | Nữ nghệ sĩ thăng tiến (Thắng)                      |
| 2012 | Liên hoan Thần Tượng Châu Á                  |                    |              | Diễn viên thần tượng mới Châu Á (Thắng)            |
| 2014 | Second China Campus Literature Channel V     |                    |              | Nữ diễn viên được thanh niên yêu thích (Thắng)     |
| 2014 | Lễ hội thời trang kỷ niệm 10 Năm PClady10    |                    |              | Nữ nghệ sĩ có ảnh hưởng nhất (Thắng)               |
| 2014 | Đêm thời trang Microsoft Online              |                    |              | Giải thưởng Từ Thiện (Thắng)                       |